# Alexander Monath
Alexander Monath (* 30. August 1993) ist ein deutscher Fußballtorhüter.

## Karriere
Monath spielte in der Jugend für Alemannia Lendersdorf, den FC Schalke 04 und den Bonner SC.
Zur Spielzeit 2012/13 wechselte er zum SC Fortuna Köln, mit dem er den Mittelrheinpokal gewann und in der Saison darauf in die 3. Liga aufstieg. Sein Debütspiel in der 3. Liga gab er am 37. Spieltag am 16. Mai 2015 beim 2:1-Heimsieg gegen den SV Wehen Wiesbaden. Im Sommer 2015 wechselte er in die Regionalliga West zu Viktoria Köln. Dort kam er in fünf Ligaspielen zum Einsatz. In seiner zweiten Saison 2016/17 kam Monath hinter Stammtorhüter Philipp Kühn zu keinem Ligaeinsatz, mit der Viktoria feierte er dennoch die Regionalligameisterschaft. In den Aufstiegsspielen zur 3. Liga absolvierte er letztlich eine Partie gegen FC Carl Zeiss Jena.
Im Sommer 2017 kehrte Monath zum Bonner SC zurück. Im September 2017 begann er eine Ausbildung als Stadtinspektoranwärter bei der Stadtverwaltung in Düren. Nach zwei Jahren verließ er den Bonner SC im Sommer 2019 mit unbekanntem Ziel.
Daraufhin war Monath bis Juli 2020 vereinslos, führte aber weiterhin seine Tätigkeit als Torwarttrainer beim SC Alemannia Lendersdorf fort. Am 7. Juli 2020 schloss er sich der Borussia Freialdenhoven in der Mittelrheinliga an. Monath bestritt innerhalb von 3 Spielzeiten 59 Ligaspiele und 4 Spiele im Mittelrheinpokal. Im Sommer 2023 schloss sich Monath dem TuS 08 Langerwehe in der Bezirksliga Mittelrhein an.

## Erfolge
- Mittelrheinpokal-Sieger: 2013 & 2016
- Regionalligameister und Aufstieg in die 3. Liga: 2013/14 & 2016/17